# پدر (مجموعه تلویزیونی ۱۳۹۷)
پدر یک مجموعهٔ تلویزیونی ایرانی است که به کارگردانی بهرنگ توفیقی و نویسندگی و تهیه کنندگی حامد عنقا و سید حسین امیرجهانی که از ۵ مرداد تا ۸ شهریور ۱۳۹۷ از شبکه دو سیما پخش شده است.

## داستان
پسری به نام حامد که در خانوادهٔ مذهبی حاج علی تهرانی (که وضع مالی خوبی دارند) زندگی می‌کند. او هم‌دانشگاهی‌ای به نام لیلا دارد که دختری ثروتمند و غیرمذهبی است. طی یک حادثه لیلا می‌خواهد آبروی حامد را به کمک دوستانش و نامزدش (پسر عمویش) ببرد ولی سرانجام لیلا و حامد درگیر یک رابطهٔ عاشقانه می‌شوند و با هم عروسی می‌کنند. این ازدواج موجب تغییرات بسیاری در شخصیت و شیوهٔ زندگی لیلا می‌شود. لیلا باردار می‌شود ولی حامد، پدر و مادر لیلا طی یک تصادف فوت می‌کنند و …

## بازیگران
| بازیگر          | نقش            | توضیحات                                                  |
| --------------- | -------------- | -------------------------------------------------------- |
| مهدی سلطانی     | حاج علی تهرانی | همسر شریفه، پدر حامد و مهتاب، پدر شوهر لیلا              |
| لعیا زنگنه      | شریفه          | همسر علی، مادر حامد و مهتاب، مادر شوهر لیلا              |
| ریحانه پارسا    | لیلا شریفی     | همسر حامد، عروس علی و شریفه، دختر منصور و مینا           |
| سینا مهراد      | حامد تهرانی    | همسر لیلا، داماد منصور و مینا، پسر علی و شریفه           |
| بیژن امکانیان   | توفیق          | همکار علی، عاشق لیلا                                     |
| نیما رئیسی      | مسعود شریفی    | پسر ناصر، پسر عمو و عاشق لیلا                            |
| ساناز طاری      | نیکا           | دوست لیلا و عاطفه                                        |
| مسعود فروتن     | ناصر شریفی     | عموی لیلا، برادر منصور، پدر مسعود                        |
| مجید مشیری      | منصور شریفی    | پدر لیلا، همسر مینا، برادر ناصر، عموی مسعود، پدر زن حامد |
| کاوه خداشناس    | محسن           | همسر مهتاب، شوهر خواهر حامد، داماد علی و شریفه           |
| الهام طهموری    | مهتاب تهرانی   | همسر محسن، خواهر حامد، دختر علی و شریفه، خواهر شوهر لیلا |
| مهتاب شیروانی   | عاطفه          | دوست لیلا و نیکا                                         |
| اکبر رحمتی      | عمو اکبر       | دوست علی                                                 |
| علی اصغر رضایی  | قاضی           | دادگاه لیلا شریفی                                        |
| مژگان ترانه     | مینا           | مادر لیلا، همسر منصور، مادر زن حامد                      |
| شهاب مهربان     | کامران         | دوست لیلا                                                |
| پوریا سلطان‌زاده | امیرحسین       | دوست حامد                                                |
| حسام میثاق      | شهرام          | دوست لیلا                                                |
| نوش‌آفرین طوسی   | سوسن           | کارمند خیریه                                             |
| ساقی زینتی      |                | زندانی                                                   |
| آزاده صمدی      |                | روان‌شناس                                                 |

## آهنگ‌ها
| شماره | نام                                             | سراینده        | هنرمند        | مدت  |
| ----- | ----------------------------------------------- | -------------- | ------------- | ---- |
| ۱.    | «عشق آسان ندارد»                                | اهورا ایمان    | علیرضا قربانی | ۳:۱۰ |
| ۲.    | «لیلا»                                          | اهورا ایمان    | علیرضا قربانی | ۳:۴۷ |
| ۳.    | ««شدم از عشق تو شیدا کجایی؟» (آواز میانی سریال) | فخرالدین عراقی | علیرضا قربانی | ۲:۰۳ |

## جوایز و نامزدها[نیازمند منبع]
| ۱۳۹۸ | نوزدهمین جشن حافظ |                                  |                             |          |
| ۱۳۹۸ | نوزدهمین جشن حافظ | بهترین مجموعه تلویزیونی          | حامد عنقا                   | نامزدشده |
| ۱۳۹۸ | نوزدهمین جشن حافظ | بهترین کارگردان تلویزیونی        | بهرنگ توفیقی                | نامزدشده |
| ۱۳۹۸ | نوزدهمین جشن حافظ | بهترین فیلمنامه تلویزیونی        | حامد عنقا سیدحسین امیرجهانی | نامزدشده |
| ۱۳۹۸ | نوزدهمین جشن حافظ | بهترین بازیگر مرد درام تلویزیونی | مهدی سلطانی                 | نامزدشده |
| ۱۳۹۸ | نوزدهمین جشن حافظ | بهترین بازیگر مرد درام تلویزیونی | سینا مهراد                  | نامزدشده |
| ۱۳۹۸ | نوزدهمین جشن حافظ | بهترین بازیگر زن درام تلویزیونی  | ریحانه پارسا                | نامزدشده |
| ۱۳۹۸ | نوزدهمین جشن حافظ | بهترین خواننده ترانه تیتراژ      | علیرضا قربانی               | نامزدشده |